# XB-39超級堡壘轟炸機
XB-39超級堡壘轟炸機（英語：Superfortress)是一架波音為測試B-29超級堡壘轟炸機使用新型發動機的可能性而研製的轟炸機。其目的是證明，即使首選引擎萊特 R-3350星型引擎遇到開發或生產困難，B-29仍然可以投入使用。

## 發展
[[File:Boeing-GM XB-39 41-36954 (5412707154).jpg|thumb]]
作為第一架YB-29交付給美國陸軍航空軍，該機於1943年11月被送往通用汽車公司的費希博德開發部門進行改裝，以使用艾里遜V-3420-17液冷W24（雙發）-V12，普通曲軸箱）直列引擎。費希博德被選中進行改裝，並1944年初開始進行測試。
費希終於再次將注意力集中在B-39上。B-39於1944年12月9日在俄亥俄州克里夫蘭進行首飛。B-39在未安裝渦輪增壓器的情況下進行的初步試飛。然而，B-39計畫此時已嚴重推遲，有缺陷的R-3350B-29超級堡壘轟炸機已於1944年6月匆忙投入戰鬥。
儘管B-29仍然存在問題，但該飛機在戰鬥中表現良好，因此將製造基地的資源轉移到B-29的新發動機上不再有任何意義，因此B-39沒有被訂購生產。

### 註記
1. ↑  Flying Magazine,August 1945, p. 51.

### 書目
- Jones, Lloyd S. U.S. Bombers, B-1 1928 to B-1 1980s. Fallbrook, California: Aero Publishers, 1962, second edition 1974. ISBN 0-8168-9126-5.
- Whitney, Daniel. Vee's For Victory!. Atglen, Pennsylvania: Schiffer Military History, 1998. ISBN 0-7643-0561-1

## 外部連結
- XB-39 on USAF Museum site